# Bosch Spark Plug Grand Prix 1996
Bosch Spark Plug Grand Prix 1996 kördes den 28 april på Nazareth Speedway. Tävlingen ingick i CART World Series samma säsong. Michael Andretti kompenserade för en mindre lyckad inledning på säsongen genom att ta hand om segern. Det tog honom upp till en sjunde plats i mästerskapet. Totalledaren Jimmy Vasser slutade sjua, och behöll med det en stadig ledning i tabellen.

## Slutresultat
| Plats | Förare                | Team                     | Grid | Kvaltid |
| ----- | --------------------- | ------------------------ | ---- | ------- |
| 1     | Michael Andretti      | Newman/Haas Racing       | 5    | 19.265  |
| 2     | Greg Moore            | Forsythe Racing          | 13   | 19.526  |
| 3     | Al Unser Jr.          | Marlboro Team Penske     | 6    | 19.274  |
| 4     | Emerson Fittipaldi    | Hogan Penske Racing      | 2    | 18.998  |
| 5     | Paul Tracy            | Marlboro Team Penske     | 1    | 18.874  |
| 6     | Bobby Rahal           | Rahal-Hogan Racing       | 8    | 19.324  |
| 7     | Jimmy Vasser          | Chip Ganassi Racing      | 3    | 19.177  |
| 8     | Scott Pruett          | Patrick Racing           | 4    | 19.248  |
| 9     | Christian Fittipaldi  | Newman/Haas Racing       | 10   | 19.449  |
| 10    | Adrián Fernández      | Tasman Motorsports       | 18   | 19.932  |
| 11    | Bryan Herta           | Rahal-Hogan Racing       | 12   | 19.524  |
| 12    | André Ribeiro         | Tasman Motorsports       | 15   | 19.559  |
| 13    | Alex Zanardi          | Chip Ganassi Racing      | 9    | 19.431  |
| 14    | Mike Groff            | Walker Racing            | 20   | 20.069  |
| 15    | Maurício Gugelmin     | PacWest Racing           | 16   | 19.599  |
| 16    | Teo Fabi              | PacWest Racing           | 19   | 19.971  |
| 17    | Eddie Lawson          | Galles Racing            | 21   | 20.211  |
| 18    | Jeff Krosnoff         | Arciero-Wells Racing     | 23   | 20.374  |
| 19    | Stefan Johansson      | Bettenhausen Motorsports | 14   | 19.546  |
| 20    | Parker Johnstone      | Comptech Racing          | 22   | 20.270  |
| 21    | Raul Boesel           | Brahma Sports Team       | 11   | 19.467  |
| 22    | Robby Gordon          | Walker Racing            | 7    | 19.313  |
| 23    | Gil de Ferran         | Jim Hall Racing          | 17   | 19.714  |
| 24    | Roberto Moreno        | Payton/Coyne Racing      | 24   | 20.550  |
| 25    | Juan Manuel Fangio II | All American Racing      | 25   | 20.727  |
| 26    | Hiro Matsushita       | Payton/Coyne Racing      | 26   | 20.748  |